# Чернецький Сава
Чернецький Сава (псевдоніми — Чалий, Сава Чалий, Далешівський; 1874, Далешове — 1934, Льюїстаун) — український культурний діяч і письменник, прозаїк, сатирик у США. 

## З життєпису
Народ. 1874 р. у с. Далешове Городенського повіту на Станіславщині (Західна Україна). За фахом учитель. У 1899 р. емігрував до Канади, відкрив разом із К. Геником
читальню у Вінніпезі, брав активну участь у громадському житті. У 1900 р. емігрував до США, працював у друкарні, потім у редакції видавництва. У 1904 р. у рідному Далешеві організовував школу для дітей, що викликало невдоволення у місцевої влади. Змушений був
повернутися до США, мешкав у Нью-Йорку. У 1902—1903 рр. редагував гумористичний двотижневик «Оса» в Оліфанті, працював у видавництві «Свобода» (до 1906), потім переїхав до Майнот, пізніше — до Монтани. Помер 3 вересня 1934 р. у Луіставні. Похований там же.

### Творчість
Автор віршів, гуморесок, оповідань із життя емігрантів.
Окремі видання:
- Чернецький С. З глибини пропасти // Хрестоматія з української літератури в Канаді. — Едмонтон, 2000. — С. 174—176.
- Чернецький С. Невдалий Линч. Оповідання. — Скрентон, 1917. — 55 с.